# Calliaxiopsis
Calliaxiopsis is een geslacht van kreeftachtigen uit de klasse van de Malacostraca (hogere kreeftachtigen).

## Soort
- Calliaxiopsis madagassa Sakai & Türkay, 2014